# Euphorbia noxia
Euphorbia noxia es una especie fanerógama perteneciente a la familia de las euforbiáceas. Es endémica de Somalía.

## Descripción
Es un árbol laxamente ramificado que alcanza un tamaño de 2-6 m de altura con ramas de madera suave o raramente carnosas y cubiertas con las cicatrices alargadas de las hojas,  horizontalmente, las hojas se agolpaban en los ápices de las ramas, son linear-lanceoladas a lanceoladas, obovadas, de 5-15x1-4 cm, no son espinosas.

## Ecología
Se encuentra en los suelos rocosos de piedra caliza con matorrales dispersos; a una altitud de 350-1500 metros.
La especie es cercana a Euphorbia meuleniana del sur de Arabia y Euphorbia ogadenensis.

## Hábitat
Es un delgado árbol ramificado laxo limitado a unas pocas localidades en la roca caliza en suelos con escasos matorrales.

## Taxonomía
Euphorbia noxia fue descrita por Ferdinand Albin Pax y publicado en Botanische Jahrbücher für Systematik, Pflanzengeschichte und Pflanzengeographie 19: 124. 1894.
Etimología
Euphorbia: nombre genérico que deriva del médico griego del rey Juba II de Mauritania (52 a 50 a. C. - 23), Euphorbus, en su honor – o en alusión a su gran vientre –  ya que usaba médicamente Euphorbia resinifera. En 1753 Carlos Linneo asignó el nombre a todo el género.
noxia: epíteto